# Déio Tambasco
Déio Tambasco, nome artístico de Paulo Rogério Tambasco (São Paulo, 15 de novembro de 1972) é um cantor, compositor e guitarrista brasileiro, mais conhecido por ser ex-integrante da banda de rock cristão Katsbarnea. Também já tocou com o grupo Renascer Praise e atuou do álbum Além do que os Olhos Podem Ver (2005) da banda Oficina G3, da qual seu irmão Duca Tambasco é baixista, e também pela qual também teve composições gravadas.
Paralelamente ao seu trabalho com Katsbarnea e Oficina G3, manteve uma carreira solo desde a década de 1990. O primeiro saiu em 1998, chamado Além do Céu, pela gravadoora Gospel Records. O segundo saiu em 2004 pela MK Music denominado Novos Rumos. Em 2012, lançou Déio Tambasco Ao Vivo, com participação de vários músicos, como Celso Machado e Clóvis Pinho. Seu registro mais recente é Kaved Kavod, que foi liberado em 2015.

## Biografia
De ascendência ítalo-judaica, Déio Tambasco cresceu em meio a músicos, tios, pais, primos, todos participantes do louvor de sua igreja. Aos 12 anos ganhou o seu primeiro instrumento e estudava-o. Passa por uma fase volúvel onde troca constantemente de instrumento, até definir (já aos 15 anos) que seria definitivamente um guitarrista. Depois de passar por momentos difíceis relacionados a drogas, volta à igreja e, aos 19 anos fundou uma banda ao qual atuava como guitarrista e vocalista junto a Duca Tambasco e Lufe. A banda acabou com a ida de Duca para a Oficina G3 e com a de Déio para o Katsbarnea.
Seu primeiro trabalho com o Katsbarnea foi em 1995, com o álbum Armagedom. Gravou o seu primeiro álbum, Além do Céu, pela gravadora Gospel Records. Também atuou por mais de dez anos como integrante do Renascer Praise.
Após sair do Katsbarnea, lançou pela MK Music o álbum Novos Rumos em 2004. Tal disco conteve uma sonoridade pop rock e contou com a produção de Geraldo Penna, na época produtor musical da Oficina G3. A obra recebeu elogios da crítica especializada e o músico recebeu várias indicações ao Troféu Talento, dentre elas Revelação masculina.
Com a saída de PG e a necessidade de Juninho Afram atuar como vocalista da Oficina G3 a banda acabou por convidar Déio a atuar na guitarra base. Também gravou o disco Além do que os Olhos Podem Ver, indicado ao Grammy Latino. Déio ainda contribuiu em outros projetos do grupo, sendo autor da música "Meus Próprios Meios" (do álbum Depois da Guerra, de 2008) e técnico de pós-produção de Histórias e Bicicletas (Reflexões, Encontros e Esperança), de 2013.
Em 2007, o músico voltou ao Katsbarnea, onde gravou o disco A Tinta de Deus, elogiado pela crítica. Ainda gravou o DVD Katsbarnea - Ao Vivo. Após tais gravações, deixou novamente a banda.
Durante a década de 2010, lançou dois trabalho solo. Déio Tambasco Ao Vivo foi gravado em agosto de 2012 ao vivo, registrado tanto em CD quanto em DVD. Teve participações de vários cantores e músicos.[carece de fontes?] Já em 2015, saiu Kaved Kavod, contou com uma abordagem mais pop e com letras mais verticais e religiosas.
Em 2023 e 2024, participou da turnê NADOQ INDY da banda Oficina G3. O roteiro dos shows teve a intenção de comemorar 30 anos do álbum Nada É Tão Novo, Nada É Tão Velho, quase 20 anos de Além do que os Olhos Podem Ver (2005) e os quase 30 anos de Indiferença (1996).

## Discografia
Solo
- 1998: Além do Céu
- 2004: Novos Rumos
- 2012: Déio Tambasco Ao Vivo
- 2015: Kaved Kavod

Com o Katsbarnea
- 1995: Armagedom
- 2000: Acústico - A Revolução está de volta
- 2007: A Tinta de Deus
- 2009: Katsbarnea - Ao Vivo

Com o Oficina G3
- 2005: Além do que os Olhos Podem Ver (guitarra)
- 2013: Histórias e Bicicletas (Reflexões, Encontros e Esperança) (pós-produção e overdubs)
- 2014: Gospel Collection (guitarra)

Com outros músicos e bandas
- 2010: Revisão - Apogeu (produção musical)